# Johann Gottlob Böhme

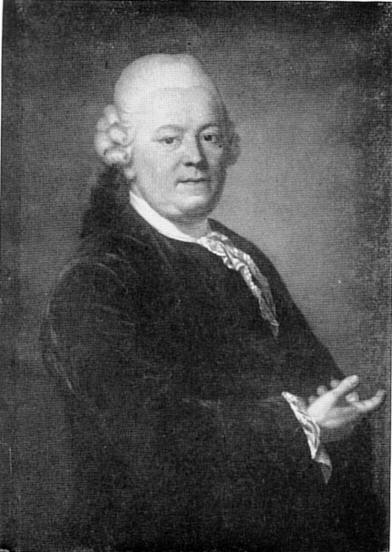
Johann Gottlob Böhme

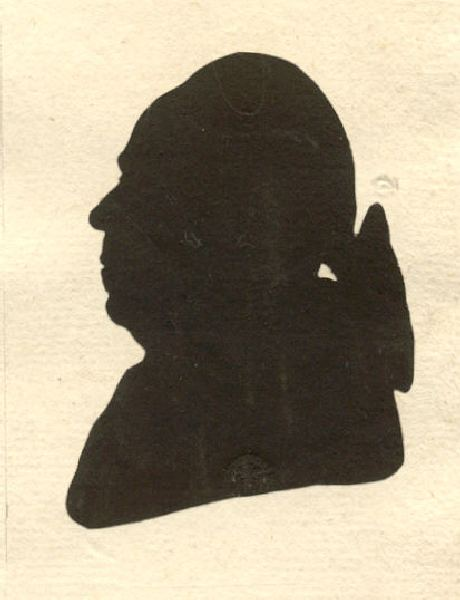
Johann Gottlob Böhme (Scherenschnitt)

Johann Gottlob Böhme (* 20. März 1717 in Wurzen; † 20. Juni 1780 in Leipzig) war ein deutscher Historiker in der Zeit der Aufklärung.

## Leben
Er lernte zunächst an der Fürstenschule Pforta und studierte dann von 1736 bis 1747 an der Universität Leipzig, wo er auch promovierte. Im Jahr 1751 wurde Böhme außerordentlicher Professor und 1758 in Nachfolge von Christian Gottlieb Jöcher ordentlicher Professor für Geschichte an der Philosophischen Fakultät der Leipziger Universität. Außerdem lehrte er Staatsrecht an der Juristenfakultät. In den Jahren 1760, 1764, 1768 und 1772 war er Rektor der Universität.
Böhme war Mitglied der Leipziger Freimaurer-Loge Minerva.
In einem Schenkungsbrief vom 12. April 1770 hinterließ Böhme seine 6.513 Bände umfassende historische Bibliothek der Universitätsbibliothek Leipzig. Nach seinem Tode wurde sie am 4. April 1782 in separaten Schränken im hinteren Teil des Bibliothekssaals der Universität aufgestellt.
Im Jahr 1771 heiratete Böhme die Witwe des Leipziger Ratsbaumeisters Johann Caspar Richter (1708–1770), Christiana Regina geborene Hetzer (1724–1780) und kam so in den Besitz des Gohliser Schlösschens, dessen Innenausstattung er vollenden ließ. Außerdem regte er den ersten Spazierweg von Leipzig durch das Rosental nach Gohlis an, der 1777 angelegt wurde.
Im Jahr 1772 erwarb Böhme aus dem Nachlass des Leipziger Professors Lüder Mencke (1658–1726) das Rittergut Gohlis und wurde damit Erb-, Lehn- und Gerichtsherr des Dorfes Gohlis.
Mit seiner Ehefrau begründete Böhme in ihrem gemeinsamen Testament vom 20. März 1776 und weiteren Zusätzen vier Stiftungen über insgesamt 4240 Thaler; drei der Stiftungen wurden später zur Vespergottesdienststiftung für Gohlis zusammengefasst, die vierte wurde als Böhmesche Stiftung geführt. Schon zu Lebenszeiten zeigte sich Böhme wohltätig, so unterstützte er beispielsweise Johann Georg Christan Höpfner.
Nach seinem Tod erbte seine Ehefrau das Schlösschen und Rittergut.

## Ehrungen
Im Jahr 1766 wurde Böhme zum kurfürstlich sächsischen Hofrat und Hofhistoriographen ernannt.
Seit dem Jahr 1875 trägt eine Straße in der heute zu Leipzig gehörenden Gemeinde Gohlis den Namen Böhmes (Böhmestraße).

## Varia
- 1774 entstand auf Veranlassung von Böhme dank der Aufstockung des Schulgebäudes ein Betsaal.